# Carla Rump
Carla Rump (1965) is een Nederlands beeldhouwer.

## Leven en werk
Rump studeerde aan de Hogeschool voor de Kunsten Utrecht (1991-1996) en de Koninklijke Academie voor Schone Kunsten van Antwerpen (2015-2016). Ze maak figuratief werk in brons, steen en hout. Rump heeft haar atelier in Bussum. Rump exposeerde meerdere malen, ze nam onder meer deel aan de Biënnale van Venetië (2017) en een expositie voor nieuwe leden van de Nederlandse Kring van Beeldhouwers bij de Pulchri Studio (2018).

## Enkele werken
- 2001: Wiegelied, Brediusweg, Bussum.
- 2008: Wasgratiën, Kerkplein (bij het Witte Kerkje), Groet.
- 2008: Wandeling door de lucht, aan lantarenpalen in de Verbindingsbuurt, Bussum.
- 2012: Grenzeloos, Molenstraat (bij het Weverijmuseum Geldrop), Geldrop.
- ca. 2009: Il mondo, herdoopt tot Deining en in 2017 geplaatst in Hoorn.
- 2017: Hart, Amsterdamse Bos. In 2018 overgeplaatst naar het Visserseiland in Hoorn.
- Kameleon, Paul Krugerstraat/Hilledijk, Rotterdam.
- Uitzicht, Langevelderslag, Noordwijk.
- Portretkop van koning Willem Alexander, bij Sanquin, Amsterdam.

## Galerij

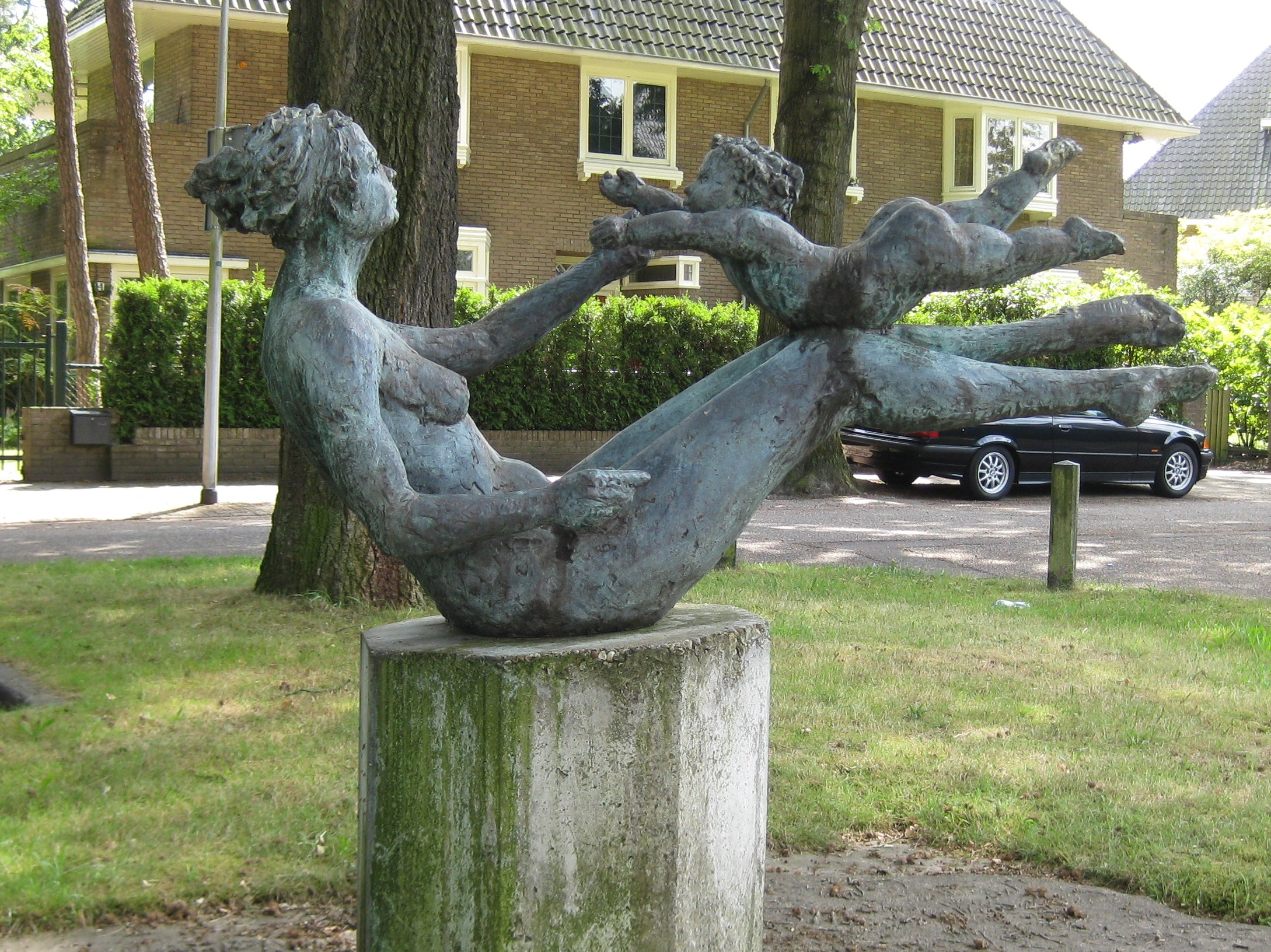
Wiegelied (2001)
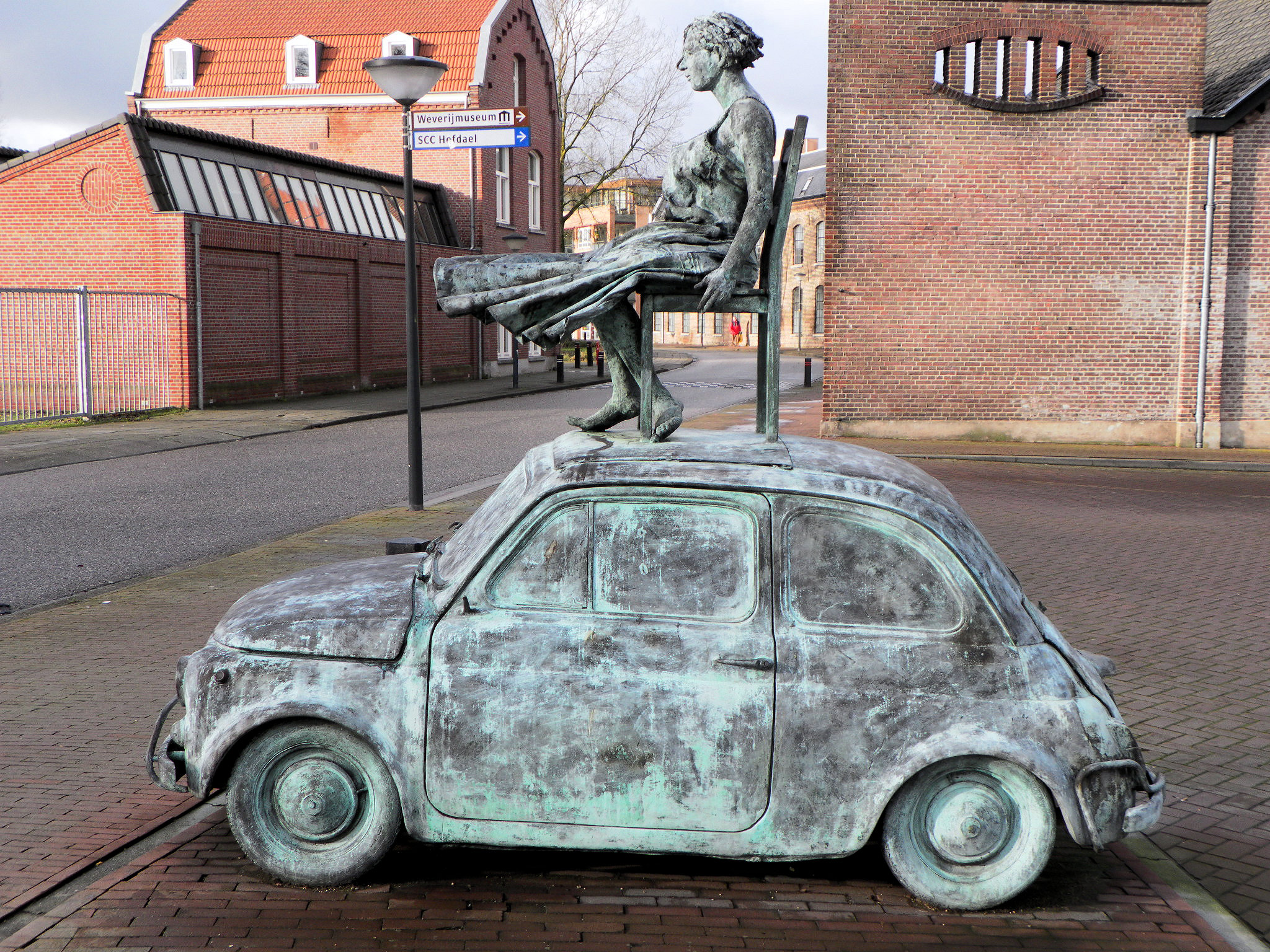
Grenzeloos (2012)